# Італійська Далмація
Італійська Далмація, Провінція Далмація або Губернаторство Далмація (італ. Governatorato di Dalmazia) терен у складі Королівства Італія з квітня 1941 року, після окупації югославської Далмації італійцями на чолі з генералом Вітторіо Амброзіо під час Другої світової війни.

## Опис
Губернаторство Далмація  (хорв. Dalmatinski Gubernatorat) — терен узбережжя Югославії, окупований і анексований Італією (квітень 1941 — вересень 1943 року). 
Італія мала під своїм контролем після Першої світової війни з 1919 року провінцію Зара (Provincia di Zara) на узбережжі Далмації, зі столицею з Зара і островом Лагоста  (загальна площа близько 200 км²).
Створення губернаторства Далмація йшло з подання італійського іредентизму. Але не вся Далмація була приєднана до Італії, Незалежна держава Хорватія — отримала частину Далмації, хоча італійська армія мала контроль над усією Далмацією.
Губернаторство мало поділ на три провінції: Зара (Задар), Спалато (Спліт) і Каттаро (Котор), але італійський регіон Далмація офіційно так і не було створено (в очікуванні майбутньої мирної конференції). До губернаторства не входили острови Крк (Veglia) і Раб (Arbe), які були адміністративно об'єднані в італійську провінцію Фіуме.
У вересні 1941 фашистський диктатор Італії Беніто Муссоліні наказав військовим окупувати все узбережжя Далмації і острови, які належали фашистській Хорватії на чолі з Анте Павеличем, але зустрів сильну протидію з боку Павелича, який зберіг номінальний контроль над цим тереном.
Після того як Королівство Італія приєдналося в 1943 році до антигітлерівської коаліції, німецькі війська зайняли район. Терен було передано не фашистській Італійській Соціальній Республіці, а Незалежній Державі Хорватія. Проте Зара залишилася італійською (під контролем Вермахту) до 1945.